# Concepción FC
Concepción Fútbol Club – argentyński klub piłkarski z siedzibą w mieście Concepción leżącym w prowincji Tucumán.

## Osiągnięcia
- Awans do turnieju Ligilla Pre-Libertadores: 1986
- Liga Tucumana de Fútbol (3): 1988, 1992, 1994

## Historia
Klub założony został 20 stycznia 1927 roku i gra obecnie w czwartej lidze argentyńskiej (Torneo Argentino B). W sezonie 1994/95 Concepción awansował do trzeciej ligi (Torneo Argentino A) w której grał do sezonu 1997/98 włącznie, po czym spadł.